# Наско Колев
Наско Колев е български актьор, продуцент и режисьор, живеещ в Лос Анджелис, САЩ.

## Биография
Роден е в Сливен през 1978 г. Следва режисура и актьорско майсторство в Театрален департамент към НБУ при доц. Възкресия Вихърова. От 2003 г. живее и работи в САЩ. Участва във филмови и театрални фестивали и работни ателиета, главно като продуцент и актьор.